# Samsz ad-Dín adz-Dzahabi
Samsz ad-Dín Abu Abdalláh Muhammad ibn Uszmán az-Dzahabi (arab betűkkel شمس الدين أبو عبد الله محمد بن عثمان الذهبي – Šams ad-Dīn Abū ʿAbdallāh Muḥammad ibn ʿUṯmān aḏ-Ḏahabī; Damaszkusz/Majjáfárikín, 1274. október 5./7. – Damaszkusz, 1348. február 4.) középkori arab vallástudós és történetíró volt.

## Élete
Vagy a Dijár Bakr-i Majjáfárikínban, vagy Damaszkuszban született. Tanulmányait 1291/1292 folyamán kezdte meg Damaszkuszban, majd a prófétai hagyományokat és a vallásjogot tanulmányozva számos helyen megfordult: tanult Aleppó, Baalbek, Náblusz, Mekka, Alexandria és Kairó szaktekintélyeinél, utóbbi helyen töltötte a legtöbb időt. A források szerint 1300 tanítómester előadásait hallgatta élete folyamán. Miután több mestere engedélyt adott neki az oktatásra, Damaszkusz Umm asz-Szálih madraszájában lett a hadíszok tanítómestere; sáfiita vallásjogi felfogása miatt azonban a tekintélyesebb Asrafijja iskolában nem vehette át egyik korábbi tanára helyét. Fáradhatatlanul dolgozott még azután is, hogy az 1340-es évek elején megvakult. Kortársai nagyra tartották: több dicsőítő kaszídát írtak hozzá, többek között „a kor hagyománytudósa” és „a Koránt betéve tudók pecsétje” jelzőkkel illették, bár néhányan kritizálták bizonyos jogi nézeteit vagy olykor jelentkező elfogultságát.

## Munkássága
Adz-Dzahabi a maga korában elsősorban vallásjogászként és hadísztudósként volt ismert. Ebben a tárgykörben fennmaradt munkái a hagyományok közlőivel foglalkoznak. „Az egyensúly mérlege – a férfiak kritikájáról” (Mízán al-itidál fi n-nakd ar-ridzsál) a számára gyanús hagyományok továbbadóinak életútját, valamint az általuk közölt, szerinte kétséges hitelességű hagyományokat mutatja be, rávilágítva arra, hogy miért vonja kétségbe a szavahihetőségüket. Ugyanerre a csoportra vonatkozóan készítette el történeti munkájának egyik kivonatát. Vallási témában ezen kívül főleg lexikográfiai témájú művei maradtak fenn.
A történelem terén fő műve „Az iszlám története” (Táríh al-iszlám), ami Mohamed próféta korától 1300/1301-ig tárgyalja a történelmet hetven, egy-egy évtizedet magába foglaló kötetre bontva. Az első három évszázad eseményeit röviden, jórészt Tabari könyvére támaszkodva tárgyalja: felsorolja az adott évben elhunyt jeles személyiségeket, majd az évi zarándoklat vezetőjét, végül röviden ismerteti a politikai eseményeket. A mű második felében viszont megfordul ez a sorrend, azaz a részletesen kifejtett, forrásokkal gondosan alátámasztott eseménytörténeti részt követik a zarándoklat vezetői és az egyes években elhunyt kiválóságok rövid életrajzai. Dzahabi művének jelentőségét az adja, hogy (bár nála is túlsúlyban vannak a szíriai és egyiptomi történések) a többi keleti krónikással ellentétben figyelmet fordít a magrebi eseményekre is, továbbá hogy kifejezetten vallástörténeti kérdéseket is feldolgoz, emellett sokszor részletesebben, bővebben tárgyal más szerzőknél már meglévő témákat.
Az iszlám történetének legalább hat folytatása ismert, de ezek közül csak három maradt fenn: az egyiket maga a szerző írta 1339/1340-ig, különböző 15. századi szerzők (Abd ar-Rahím és Ahmad al-Iráki, ill. Ibn Kádi Suhba) pedig az 1380-as évekig vitték tovább. Dzahabi emellett hat kivonatot is készített a terjedelmes műből: „A kis történelem” (At-táríh asz-szagír) a köztörténeti, a többi az életrajzi részek lerövidítése, illetve válogatása. A kötetből más szerzők is készítettek tematikus kivonatokat (pl. a Korán-recitátorokról, Mohamed próféta társairól, Bagdad történetéről, a nyelvészekről stb.).